# Queens Park Rangers Football Club
El Queens Park Rangers Football Club és un club de futbol anglès, de Shepherd's Bush, al districte londinenc de Hammersmith i Fulham. Va ser fundat el 1882 i actualment juga a The Championship, la segona categoria anglesa.
L'agost de 2007 el club va ser comprat pels magnats de la Fórmula 1, Bernie Ecclestone i Flavio Briatore, que en va vendre un 20% a la família del magnat de l'acer Lakshmi Mittal al desembre d'aquell any. Alejandro Agag també va entrar conjuntament amb Briatore en l'accionariat del club.

## Història
El Queen Park Rangers es va fundar el 1882, per la fusió de dos equips, el St. Jude's i el Christchurch Rangers. L'equip es va anomenar Queens Park Rangers perquè la major part dels jugadors venien de Queens Park, un sector del nord-oest de Londres. En 1889 el club es va passar al professionalisme. El 1948, el QPR guanyar la seva primera Third Division del Sud, però va en la Second Division i dues temporades després, l'equip és relegat i va romandre allí fins a 1966. No obstant això, mentrestant, l'equip ha guanyat la seva primera Football League Cup.

## Palmarès

### Torneigs nacionals
- Football League Cup (1): 1966-67
- Football League Second Division (2): 1982-83, 2010-11
- Football League Third Division (1): 1966-67
- Football League Third Division South (2): 1945-46, 1947-48
- Trofeu Bortolotti (1): 2011
- Southern League (2): 1908, 1912
- Western League (1): 1906
- West London Observer Cup (2): 1893, 1894
- London Cup (1): 1895
- Southern Charity Cup (1): 1913
- Wartime League South (1): 1940